# Trithemistinae
Die Trithemistinae sind eine Unterfamilie der Segellibellen (Libellulidae) innerhalb der Libellen. 

## Merkmale
Das zusammenfassende Merkmal der Trithemistinae, durch das sie gegenüber den Vertretern anderer Unterfamilien abgegrenzt werden, ist eine Verschiebung des Nodus an den Flügel in Richtung Flügelspitze. Dadurch werden die apikalen Teile der Flügel deutlich verkürzt. Andere kennzeichnende Merkmale sind bislang nicht beschrieben.

## Systematik
Die namensgebende Typgattung ist die Gattung Trithemis mit dem in Nordafrika, Westasien und teilweise auch Südeuropa verbreiteten Violetten Sonnenzeiger (Trithemis annulata) als bekanntester Art. Enthalten sind die folgenden Gattungen:
- Atoconeura
- Brechmorhoga
- Dythemis
- Gynothemis
- Huonia
- Lanthanusa
- Macrothemis
- Paltothemis
- Pseudagrionoptera
- Pseudothemis
- Scapanea
- Thalassothemis
- Trithemis